# CityCenter
CityCenter é um complexo de 1.560.500 m² (31 hectares) da MGM Mirage localizado na Las Vegas Strip, em Paradise, Nevada. O CityCenter foi construído no lugar onde ficava o Boardwalk Hotel and Casino, que foi implodido em 2006, entre o Bellagio e o Monte Carlo Resort e é conectado com eles por meio de um pequeno monotrilho. É a maior projeto de construção privada da história dos Estados Unidos.

## Desenho Geral
O projeto do arquiteto Rafael Viñoly conta com aproximadamente 2650 unidades de condomínios residenciais e cerca de 4800 quartos, distribuidos em hotéis e apartamentos residenciais. Além de 2 hotéis boutique somando 400 quartos e uma zona comercial de entretenimento de 50.000 m². O custo da obra já passa de $12 bilhões e é o maior investimento privado já feito nos Estados Unidos.